# Katinon
Katinon, (S)-2-amino-1-fenylpropan-1-on (fenylalkamin), är en amfetaminalkaloid som tillsammans med katin är aktiv substans i kat. Katinon är den starkare substansen och har en verkan och skadebild som i all väsentlighet överensstämmer med amfetamin.
Substansen är narkotikaklassad och ingår i förteckning P I i 1971 års psykotropkonvention, samt i förteckning I i Sverige, vilket innebär "narkotika som normalt inte har medicinsk användning".